# Кикодзе, Геронтий Дмитриевич
Геронтий Димитриевич Кикодзе (груз. გერონტი დიმიტრის ძე ქიქოძე; 4 [16] сентября 1886 или 8 сентября 1888, Бахви, Кавказская администрация — 1 августа 1960, Тбилиси) — грузинский и советский политик, писатель, критик, историк литературы, переводчик и общественный деятель. Член Учредительного собрания Грузии (1918—1921).

## Биография
Окончил двухклассное сельское училище. 
Среднее образование получил в Кутаиси. Ещё в школе участвовал в выпуске рукописного журнала, в старших классах вместе с товарищами — в работе социал-демократических кружков.
В 1903 году отправился в Европу.
Изучал философию в Лейпцигском и Бернском университетах, периодически возвращаясь в Грузию.
Публиковался с 1905 года, первые статьи в грузинском журнале «Мозгаури» («Путешественник»).
Придерживался левых общественно-политических взглядов, которые высказывал публично и был дважды репрессирован (1905, 1910). Сидел в заключении в Метехском замке.
Был членом РСДРП (б).
Один из основателей в 1917 году Национальной демократической партии Грузии и член её центрального комитета. Был членом Национального совета Грузии, 26 мая 1918 года подписал Декларацию независимости Грузии и Акт независимости.
В 1918 году редактировал газету «Грузия» — орган НДП. В 1919 году был избран членом учредительного собрания по списку НДП, был секретарем Комиссии по искусству. 21 мая 1919 года покинул партию и стал независимым депутатом.
Некоторое время входил в руководство Наркомата земледелия, заместитель народного комиссара (1921—1922), 1924—1926 годах — редактор газеты «Коммунист».
Преподавал в Тбилисском университете историю западно-европейской литературы.
В 1928 вошёл в литературную группу «Арифиони».
Выступал как критик, искусствовед и мемуарист. Автор работ: «Статьи об искусстве» (1936), «История грузинской литературы» (1947), «Воспоминания, речи, письма» (1956), «Этюды и портреты» (1958). Перевёл на грузинский язык работы классиков марксизма-ленинизма, а также произведения Бальзака, Стендаля, П. Мериме, А. Доде, А. Франса и др.

## Память
Его именем названа Улица Геронтия Кикодзе в Тбилиси (район Сололаки).